# Jardim Dona Leopoldina
O Jardim Leopoldina é um bairro localizado na zona leste/norte da cidade brasileira de Porto Alegre, capital do estado do Rio Grande do Sul. Foi criado oficialmente através da Lei Nº 12.112, de 22 de Agosto de 2016.

## História
O povoamento da região onde se encontra o Jardim Leopoldina tem origem na década de 1970, quando os primeiros moradores foram atraídos pela construção do Leopoldina I. Entre o final dos anos 70 e início dos anos 80 começou a ser construído o loteamento Leopoldina II, composto apenas por casas. A essa altura, tem início também a construção do residencial Asmuz, localizado numa gleba de terra doada pelo então presidente do Sport Club Internacional, José Asmuz.
Na segunda metade dos anos 80, a prefeitura resolve transferir para regiões adjacentes do Jardim Leopoldina (a Vila Safira e COHAB) moradores de vilas próximas ao Centro de Porto Alegre (Borges, Ipiranga e Harmonia) e também da Vila Tripa (outrora, uma das mais perigosas vilas da cidade), antes situada próxima ao Aeroporto Salgado Filho. A partir daí a região começou a sofrer com a violência, miséria e desestruturação crescente desses novos moradores.

Em agosto de 2016, foi promulgada a Lei Nº 12.112, de 22 de Agosto de 2016 que estabelece os bairros que integram o território do Município de Porto Alegre, passando a reconhecer oficialmente o bairro Jardim Leopoldina.

## Divisões e limites
O bairro Jardim Leopoldina está oficializado com os seguintes limites:
Ponto inicial e final: encontro da Avenida Baltazar de Oliveira Garcia com
Avenida Manoel Elias. Desse ponto segue pela Avenida Manoel Elias até
encontrar a Rua Irmã Teresilda Steffen, por esta até Rua Germano Basler, por
esta até a Rua Quarenta Um Jardim Dona Leopoldina Ill, por esta até a Rua
Irmão Ildefonso Luís, por esta até a Rua José Pereira de Borba, por esta até a
Rua Sargento Sílvio Delmar Hollenbach, por esta até a Rua Idelvira de Moura
Almeida, por esta até a Rua Doutor Vargas Neto, por esta até a Rua Pílade
Frediane, por esta até a Avenida Martim Felix Berta, por esta até encontrar a
Avenida Baltazar de Oliveira Garcia, ponto inicial.